# Strażnica KOP „Tataryszki”
Strażnica KOP „Tataryszki” – zasadnicza jednostka organizacyjna Korpusu Ochrony Pogranicza pełniąca służbę ochronną na granicy polsko-litewskiej.

## Formowanie i zmiany organizacyjne
W 1926, w składzie 6 Brygady Ochrony Pogranicza, został sformowany 22 batalion graniczny. W 1928 w skład batalionu wchodziło 10 strażnic. Strażnica KOP „Tataryszki” w latach 1928 – 1939 znajdowała się w strukturze 1 kompanii KOP „Rudziszki”. Strażnica liczyła około 18 żołnierzy i rozmieszczona była przy linii granicznej z zadaniem bezpośredniej ochrony granicy państwowej.
W 1932 obsada strażnicy zakwaterowana była w budynku popolicyjnym. Strażnicę z macierzystą kompanią łączyła droga polna długości 8,82 km.

## Służba graniczna
Podstawową jednostką taktyczną Korpusu Ochrony Pogranicza przeznaczoną do pełnienia służby ochronnej był batalion graniczny. Odcinek batalionu dzielił się na pododcinki kompanii, a te z kolei na pododcinki strażnic, które były „zasadniczymi jednostkami pełniącymi służbę ochronną”, w sile półplutonu. Służba ochronna pełniona była systemem zmiennym, polegającym na stałym patrolowaniu strefy nadgranicznej, wystawianiu posterunków alarmowych, obserwacyjnych i kontrolnych stałych, patrolowaniu i organizowaniu zasadzek w miejscach rozpoznanych jako niebezpieczne, kontrolowaniu dokumentów i zatrzymywaniu osób podejrzanych, a także utrzymywaniu ścisłej łączności między oddziałami i władzami administracyjnymi. Strażnice KOP stanowiły pierwszy rzut ugrupowania kordonowego Korpusu Ochrony Pogranicza.
Strażnica KOP „Tataryszki” w 1932 ochraniała pododcinek granicy państwowej szerokości 6 kilometrów, a w 1938 pododcinek szerokości 6 kilometrów 33 metrów od słupa granicznego nr 554 do 559.
Sąsiednie strażnice:
- strażnica KOP „Skobsk” ⇔ strażnica KOP „Kotysz” – 1928[2], 1929[3], 1932[4], 1934[5], 1938[6]